# Vitex gaumeri
"Fiddlewoods" is also the collective term for the Verbenaceae genus Citharexylum.
Vitex gaumeri (tiếng Anh còn gọi là Fiddlewood, Walking Lady, hoặc Yax-nik) là một loài thực vật thuộc họ Lamiaceae. Loài này có ở Belize, Guatemala, Honduras, và México.